# 정현우 (봅슬레이 선수)
정현우(丁炫宇, 1996년 3월 4일 ~ )는 대한민국의 봅슬레이 선수이다. 